# Kaba
Kaba je město ve východním Maďarsku v župě Hajdú-Bihar, spadající pod okres Püspökladány. Nachází se asi 30 km jihozápadně od Debrecínu. V roce 2015 zde žilo 5 878 obyvatel. Podle údajů z roku 2001 zde bylo 97 % obyvatel maďarské a 3 % obyvatel romské národnosti.
Nejbližšími městy jsou Berettyóújfalu, Derecske, Füzesgyarmat, Hajdúszoboszló, Nádudvar a Püspökladány. Poblíže jsou též obce Báránd, Földes, Hajdúszovát a Tetétlen.